# Harfa Kolidža svete Trojice
Harfa Briana Borua (znana tudi kot ''Harfa Kolidža svete Trojice'') je srednjeveški glasbeni instrument, razstavljen v dolgi sobi Kolidža svete Trojice v Dublinu na Irskem. Gre za zgodnjo irsko harfo cláirseach. Uvrščajo jo v 14. ali 15. stoletje skupaj s harfo kraljice Marije in harfo Lamont. Gre za eno izmed treh najstarejših ohranjenih gelskih harf na svetu. Harfa je bila tudi navdih za oblikovanje irskega grba. Morda je to najstarejša harfa na svetu.

## Zgodovina
Ni znano kdo je zasnoval harfo Kolidža svete Trojice, vendar jo po obliki spada v 15. stoletje. Zelo je podobna harfi kraljice Marije na Škotskem. Harfa je bila najverjetneje narejena za člana pomembne družine, saj je njeno izjemno oblikovanje potrebovalo veliko veščine.
Po zapisih Charlesa Vallanceya iz leta 1786, je bil lastnik harfe nekoč Brian Boru, veliki kralj Irske. Vendar je leta 1840 to zanikal George Petrie, ki je pojasnil, da harfa spada v 14. ali pa 15. stoletje in tako nikakor ne bi mogla biti last Briana Boruja.
Harfa se nahaja na grbu O'Neilovih vendar ni nobenih jasnih dokazov kdo je harfin pravi lastnik, čeprav je veliko teorij.
Harfa Kolidža svete Trojice je Irski narodni simbol, saj se nahaja na državnem grbu, evrskih kovancih in Irskem denarju. Glasbilo, ki gleda v levo smer se je kot državni simbol Irske začelo pojavljati leta 1922. Harfa, ki gleda v desno smer, pa je bila registrirana iz strani znamke Guinness leta 1876, čeprav so jo uporabljali že leta 1862. Za vse tri preživele gelske harfe velja (ostali dve sta harfa kraljice Marije in Harfa Lamont), da so bile narejene v Argyllu na jugozahodu Škotske med 14. in 15 stoletjem.

## Izgled
Harfa je majhne oblike, na kateri je bilo 29 strun, najdaljša je merila 62 cm. Ena struna se ji je dodala medtem ko so igrali nanjo. Leta 1961 je bila harfa razstavljena v Londonu. Obiskovalci so velikokrat presenečeni kako je harfa široka v primerjavi s podobami na irskih kovancih.